# Ricky Greenough
Ricky Greenough là một cầu thủ bóng đá từng thi đấu ở vị trí trung vệ tại Football League cho Chester City và York City.